# 根城 (八戸市)
根城（ねじょう）は、青森県八戸市の地名。現行行政地名は根城一丁目から根城九丁目および大字根城。うち一丁目・三丁目から六丁目・八丁目・九丁目、二丁目の30街区まで、七丁目の15街区までは住居表示実施済み区域。郵便番号039-1166。

## 地理
八戸市の地理的中央部に位置し、北で大字売市・売市、東で中心市街地の新荒町・上組町、および長者・大字糠塚、南で大字沢里・北白山台、西で大字田面木、馬淵川を跨いだ北西で大字尻内町・大字長苗代と接する。北側の馬淵川沿いから南側は緩やかな丘になっており坂道が多い地域である。国道104号周辺、ゆりの木道路沿い等に商業地が見られる。戦前は八戸競馬場があったが、昭和40年代に宅地化が進み、現在は住宅地として利用される。青森地方裁判所八戸支部や、八戸市立博物館、根城城趾がある。

### 小字
大字根城には馬場頭、西ノ沢、大久保、下町、東構、河原、ヌタゴなどの小字がある。

## 世帯数と人口
2017年（平成29年）4月30日現在の世帯数と人口は以下の通りである。

### 丁目
| 丁目       | 世帯数    | 人口    |
| ---------- | --------- | ------- |
| 根城一丁目 | 593世帯   | 1,205人 |
| 根城二丁目 | 38世帯    | 75人    |
| 根城三丁目 | 566世帯   | 1,166人 |
| 根城四丁目 | 354世帯   | 735人   |
| 根城五丁目 | 308世帯   | 689人   |
| 根城六丁目 | 485世帯   | 1,028人 |
| 根城七丁目 | 566世帯   | 1,178人 |
| 根城八丁目 | 311世帯   | 664人   |
| 根城九丁目 | 352世帯   | 776人   |
| 計         | 3,573世帯 | 7,516人 |

### 小字
| 小字   | 世帯数  | 人口    |
| ------ | ------- | ------- |
| 牛ケ窪 | 2世帯   | 2人     |
| 内沢   | 40世帯  | 91人    |
| 大久保 | 239世帯 | 511人   |
| 笹子   | 27世帯  | 73人    |
| 下町   | 62世帯  | 132人   |
| 中崎   | 30世帯  | 67人    |
| 西ノ沢 | 233世帯 | 501人   |
| 馬場頭 | 268世帯 | 503人   |
| 東構   | 9世帯   | 22人    |
| 計     | 910世帯 | 1,902人 |

## 歴史

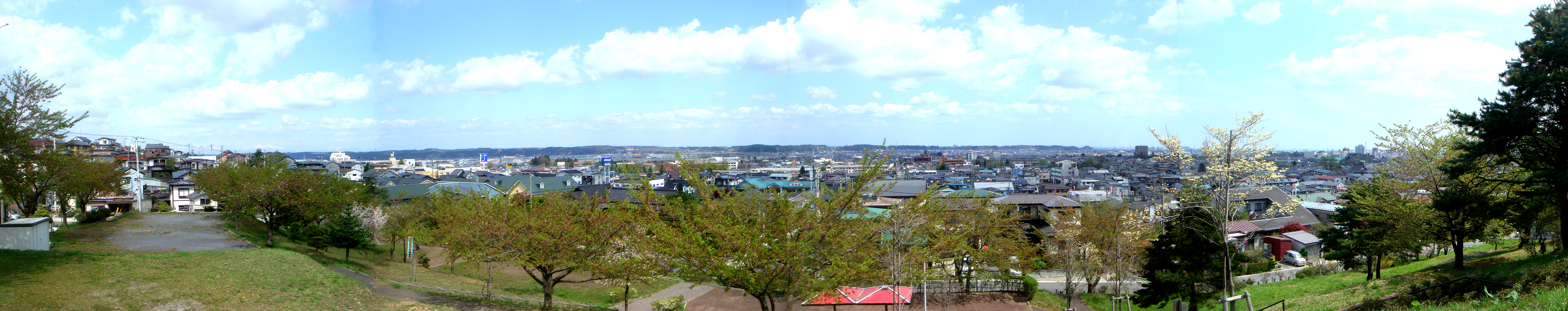
八戸市の根城から市街地を展望

### 地名の由来
1334年（建武元年）、 南部師行が、糠部郡八森に城を構えた際、南朝方の根本となる城という願いから「根城」と名付けたことが由来である。

### 沿革
- 8世紀ごろのものと思われる鹿島沢古墳群（円墳）が現在の八戸市根城で発掘されているため、内外との交流があったのではないかと言われている[4]。
- 1334年（建武元年）- 南部氏分家の南部師行が根城を築いた。
- 明治時代以降 - 現在の国道104号に、尻内駅（現在の八戸駅）へ馬車が運行を始める。
- 1889年（明治22年）4月1日 - 根城村から館村大字根城になる[5][6]。
- 1927年（昭和2年）- 鮫から八戸競馬場が移転。現在の根城三丁目から五丁目一帯に開設される。
  - （その後、1951年（昭和26年）第6回大会開催後、県営競馬協力会事件がきっかけとなり休止になる）
- 1940年（昭和15年）1月1日 - 三戸郡館村から八戸市に編入される[7][8]。
- 1963年（昭和38年）6月29日 - 根城地区について、公共施設整備を目的とした土地区画整理事業の事業計画が決定される[9]
- 1960年代（昭和30年代後半）- 宅地造成がはじまり、根城地区の南部にある丹後平で遺跡が発掘される。
- 1970年代（昭和40年代）- 3・4・8街路（ゆりのき通り）が開通する。
- 1975年（昭和50年）2月1日 - 根城地区の住居表示が実施され、大字根城、大字糠塚、大字上組町、大字沢里の一部が根城一丁目から根城八丁目となる[10][11]。
- 1979年（昭和54年）1月9日 - 根城地区の土地区画整理事業の換地処分公告が行われる[9]。
- 1979年（昭和54年）1月10日 - 大字沢里、大字根城の一部が根城二丁目・七丁目に追加される[12]。
- 2002年（平成14年）6月29日 - 長根・売市・根城地区の住居表示が実施され、一部が売市三丁目・四丁目になる。また、大字根城と大字売市の一部に根城九丁目が成立[10][13]。
- 2002年（平成14年）10月26日 - 八戸新都市地区の住居表示が実施され、一部が東白山台二丁目から四丁目、北白山台一丁目から五丁目、南白山台一丁目・三丁目となる[10][14]。

### 字・町名の変遷
| 実施後     | 実施年月日   | 実施前（各字ともその一部）                                                                       |
| ---------- | ------------ | ------------------------------------------------------------------------------------------------ |
| 根城一丁目 | 1975年2月1日 | 大字上組町、大字糠塚字桝形、大字沢里字沢里下、字梨子木沢、                                       |
| 根城二丁目 | 1975年2月1日 | 大字糠塚字桝形、大字沢里字藤子、字梨子木沢、字沢里下、字一盃森、字鹿島沢                         |
| 根城三丁目 | 1975年2月1日 | 大字沢里字沢里、字沢里下、字梨子木沢、字鹿島沢、字一盃森、字上久保、大字根城字下番屋平、字鹿島下 |
| 根城四丁目 | 1975年2月1日 | 大字沢里字沢里、字沢里下、字上久保、大字根城字無縁塚、字下番屋平                                 |
| 根城五丁目 | 1975年2月1日 | 大字根城字番屋平、字無縁塚、字下番屋平                                                           |
| 根城六丁目 | 1975年2月1日 | 大字沢里字沢里、鹿島沢、大字根城字番屋平、下番屋平、鹿島下                                       |
| 根城七丁目 | 1975年2月1日 | 大字根城字大久保、字中崎、字長坂、字鹿島下、大字沢里字鹿島沢、字一盃森                           |
| 根城八丁目 | 1975年2月1日 | 大字根城字長坂、字根城、字中崎、字鹿島下、字番屋平、字大久保、字馬場頭                           |

| 実施後         | 実施年月日    | 実施前（特記なき字はその一部）             |
| -------------- | ------------- | ------------------------------------------ |
| 大字売市字狐窪 | 1979年1月10日 | 大字根城字久保                             |
| 大字根城字久保 | 1979年1月10日 | 大字売市字狐窪                             |
| 根城二丁目     | 1979年1月10日 | 大字沢里字沢里下、字一盃森                 |
| 根城七丁目     | 1979年1月10日 | 大字沢里字一盃森、字鹿島沢、大字根城字中崎 |

| 実施後     | 実施年月日    | 実施前（特記なき字はその一部）                                                   |
| ---------- | ------------- | -------------------------------------------------------------------------------- |
| 長根一丁目 | 2002年6月29日 | 大字売市字輿遊下、字下久根、字長根                                               |
| 長根二丁目 | 2002年6月29日 | 大字売市字熊野堂、字下久根、字長根                                               |
| 売市一丁目 | 2002年6月29日 | 大字売市字売市、字輿遊下、字下久根                                               |
| 売市二丁目 | 2002年6月29日 | 大字売市字売市、字狐窪、字新上町、字杉山の全部                                   |
| 売市三丁目 | 2002年6月29日 | 大字売市字狐窪、大字根城字梨子木、字ヌタゴ                                       |
| 売市四丁目 | 2002年6月29日 | 大字売市字売市、字狐窪、字熊野堂、字坂ノ上、字下久根、大字根城字梨子木、字ヌタゴ |
| 根城九丁目 | 2002年6月29日 | 大字売市字狐窪、大字根城字久保、字下町、字ヌタゴ、字東構                         |

| 実施後         | 実施年月日     | 実施前（各字ともその一部）                                                                         |
| -------------- | -------------- | -------------------------------------------------------------------------------------------------- |
| 東白山台一丁目 | 2002年10月26日 | 大字沢里字上沢内、字古宮、字湯浅屋新田                                                             |
| 東白山台二丁目 | 2002年10月26日 | 大字沢里字上沢内、字古宮、字湯浅屋新田、大字根城字丹後平、字丹後谷地、字白山平、大字田面木字毛勝窪 |
| 東白山台三丁目 | 2002年10月26日 | 大字沢里字湯浅屋新田、大字根城字丹後平、字白山平、大字田面木字毛勝窪、字田面木平、字長者森、字南沢 |
| 東白山台四丁目 | 2002年10月26日 | 大字根城字丹後平、字丹後谷地                                                                       |
| 北白山台一丁目 | 2002年10月26日 | 大字沢里字古宮、字湯浅屋新田、大字根城字牛ケ窪、字大久保、字白山平                                 |
| 北白山台二丁目 | 2002年10月26日 | 大字根城字牛ケ窪、字牛ケ沢、字内沢、字白山平、大字田面木字鶉窪、字長者森、字前平                   |
| 北白山台三丁目 | 2002年10月26日 | 大字沢里字湯浅屋新田、大字根城字白山平、大字田面木字長者森                                         |
| 北白山台四丁目 | 2002年10月26日 | 大字根城字白山平、大字田面木字前平、字長者森                                                       |
| 北白山台五丁目 | 2002年10月26日 | 大字沢里字湯浅屋新田、大字根城字丹後平、字白山平、大字田面木字田面木平、字長者森、字南沢           |
| 北白山台六丁目 | 2002年10月26日 | 大字田面木字田面木平、字長者森、字南沢                                                             |
| 南白山台一丁目 | 2002年10月26日 | 大字根城字笹子、字丹後平、字丹後谷地、大字田面木字毛勝窪、字田面木平                               |
| 南白山台二丁目 | 2002年10月26日 | 大字田面木字毛勝窪、字田面木平、字鳥木沢                                                           |
| 南白山台三丁目 | 2002年10月26日 | 大字根城字笹子、字丹後平、大字田面木字田面木平、字鳥木沢                                           |
| 西白山台一丁目 | 2002年10月26日 | 大字田面木字十文字平、字田面木平、字南沢、字盲堤沢、大字坂牛字上沢                                 |
| 西白山台二丁目 | 2002年10月26日 | 大字田面木字十文字平、大字坂牛字上沢、字笹ノ沢頭、字徳良窪、字中沢                                 |
| 西白山台三丁目 | 2002年10月26日 | 大字田面木字十文字平、字田面木平、字鳥木沢、大字坂牛字上沢                                         |
| 西白山台四丁目 | 2002年10月26日 | 大字田面木字田面木平、字鳥木沢、字韮窪、大字坂牛字上沢、字笹ノ沢頭、字鳥ノ木沢                     |
| 西白山台五丁目 | 2002年10月26日 | 大字田面木字田面木平、字鳥木沢、字韮窪、大字坂牛字妻ノ神、字下鳥ノ木沢                             |
| 西白山台六丁目 | 2002年10月26日 | 大字田面木字鳥木沢、大字坂牛字上沢、字笹ノ沢頭、字妻ノ神、字下鳥ノ木沢                             |

## 交通
鉄道の駅は無い。幹線道路は、国道104号。市道3・4・8街路（ゆりの木通り）、市道3・3・10街路（根城6丁目から八戸ニュータウンへ向かう4車線道路）に面している。これらの幹線道路は八戸市営バスと南部バスのバス路線になっている。

## 施設

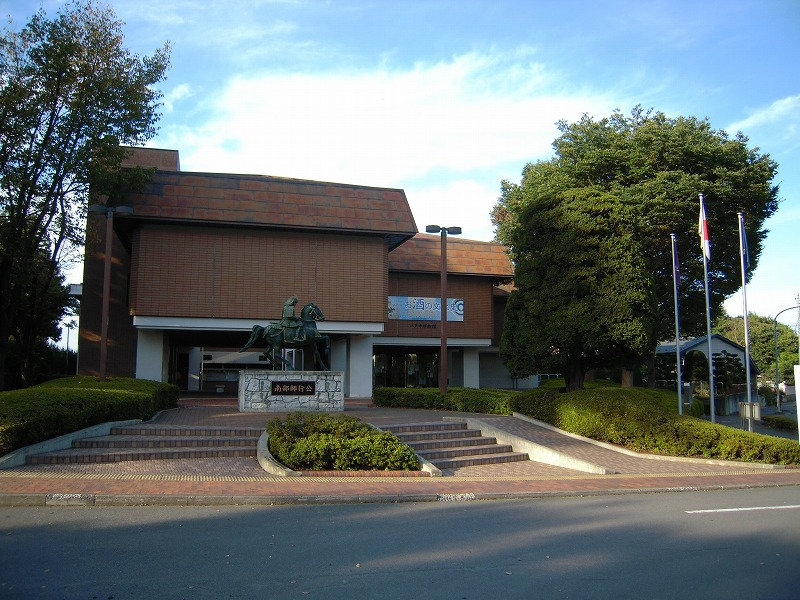
八戸市博物館

### 一丁目
- 千成旅館
- さわざと公園
- 桝形稲荷

### 二丁目
- 八戸大杉平郵便局
- 藤子公園

### 三丁目
- 根城公民館
- 根城保育園
- 三丁目公園
- 龍源寺

### 四丁目
- 八戸市立根城小学校 - 1876年（明治9年） 売市尋常小学校として発足し、昭和期になり現在の位置に建設。
- ユニバース根城店 - スーパーマーケット。

### 五丁目
- 八戸根城郵便局
- 青森放送
- 八戸市立根城中学校
- 青い森信用金庫根城支店 - 旧・八戸信用金庫根城支店。

### 六丁目
- 東北電力
- サンデー八戸根城店 - ホームセンター。
- 番屋平公園
- 下番屋平公園

### 七丁目
- 根城浄水場
- 大久保緑地
- 水道公園
- 鹿島沢公園

### 八丁目
- 総合福祉会館
- 八戸市休日・夜間急病診療所
- 長坂保育園
- ツルハドラッグ
- 長坂公園
- 稲荷神社

### 九丁目
- 八戸めぐみ幼稚園
- 青森地方裁判所八戸支部
- 八戸市立江南小学校
- 売市第一公園

### 大字根城
- 八戸市博物館
- 根城の広場 - 城址公園。
- エンゼルこどもの家保育園
- 松園神社
- 八戸聖書キリスト教会

### 官報
- 「市村境界變更」『官報』第3898号、大蔵省印刷局、1940年1月8日、86頁。2025年3月18日閲覧。